# Danish Touringcar Championship
Het Danish Touringcar Championship is het belangrijkste tourwagen kampioenschap in Denemarken. Het eerste seizoen was in 1999. Het is bedacht door de baas van het circuit Jyllands Ringen: Peter Elgaard. Er doen in 2008 36 coureurs mee, waarvan 1 vrouw. Er zijn per seizoen 9 races op 4 nationale circuits: Jyllands Ringen, Padborg Park, Ring Djursland en Sturup Raceway. Vanaf 2003 werden er speciale kwalificatie en finalerondes georganiseerd, voor de DTC Cup.

## De auto
In deze klasse doen verschillende auto's mee. Vanaf 2003 moeten de auto's voldoen aan de Super 2000 reglementen van de FIA, dezelfde regels als die van het WTCC. Sommige coureurs maken hier gebruik van door in het WTCC en in het DTC te rijden, zoals Michel Nikjær. 

### Auto's in 2008
- Peugeot 307
- Peugeot 406
- Peugeot 306
- BMW E46
- BMW E36
- Renault Mégane
- Honda Civic
- Volvo S40
- Toyota Corolla
- Seat Toledo
- Volkswagen Golf
- Nissan Primera
- Citroën Xsara

## Kampioenen
| Jaar | Coureur         | Team                       | Auto            |
| ---- | --------------- | -------------------------- | --------------- |
| 1999 | Jesper Sylvest  | Sylvest Motorsport         | Peugeot 306 GTI |
| 2000 | Michael Carlsen | Peugeot Sport Team Carlsen | Peugeot 306 GTI |
| 2001 | Michael Carlsen | Peugeot Sport Team         | Peugeot 306 GTI |
| 2002 | Jason Watt      | Peugeot Statoil Motorsport | Peugeot 306 GTI |
| 2003 | Jan Magnussen   | Peugeot Statoil Motorsport | Peugeot 306 GTI |
| 2004 | Casper Elgaard  | Team Essex Invest          | BMW 320i E46    |
| 2005 | Casper Elgaard  | Team Essex Invest          | BMW 320i E46    |
| 2006 | Casper Elgaard  | Team Essex                 | BMW 320i E90    |
| 2007 | Michel Nikjær   | SEAT Racing Team           | Seat Leon       |
| 2008 |                 |                            |                 |

### DTC Cup
| Jaar | Coureur         | Team                   | Auto                    |
| ---- | --------------- | ---------------------- | ----------------------- |
| 2003 | Jesper Sylvest  | Sylvest Motorsport     | Citroën Xsara Coupé VTS |
| 2004 | Mike Legarth    | Connection Racing      | BMW 320i E46            |
| 2005 | Michael Carlsen | Carlsen BP Motorsport  | Peugeot 307 CC          |
| 2006 | Philip Andersen | Team Essex Development | BMW 320i E46            |
| 2007 | Michael Outzen  | JM Racing              | BMW 320si E90           |
| 2008 |                 |                        |                         |